# Ларде де Вентурино, Алисе
Алисе Ларде́ де Вентурино (исп. Alice Lardé de Venturino; 29 июня 1895, Сан-Сальвадор, Сальвадор — 13 октября 1983, там же) — сальвадорская поэтесса, композитор, педагог и учёный.

## Биография
Алисе Ларде де Вентурино родилась в Сан-Сальвадоре 29 июня 1985 года. Она была дочерью инженера-химика Хорхе Ларде-Бурдона и профессора Амелии Артес-Эчеверриа. Кроме неё в семье было ещё двенадцать детей. Одним из братьев поэтессы был сальвадорский учёный Хорхе Ларде-Артес, а сестрой — художница Селье Ларде.
Ранние стихи Алисе Ларде были опубликованы в журнале «Спираль» в 1919 — 1922 годах. В этом издании печатали свои произведения признанные сальвадорские поэты и писатели, такие, как Сальвадор Саласар Арруэ, Мигель Анхель Эспино и Клаудия Ларс.
В 1924 году поэтесса вышла замуж за чилийского социолога Агустина Вентурино, от которого родила дочь Алисе Габриелу Вентурино. Затем почти полвека она провела за границей родины. С 1928 года сотрудничала с издательством журнала «Отчизна» в Буэнос-Айресе.
Алисе Ларде де Вентурино была членом различных научных и литературных организаций, в том числе: Общества геологии и географии Франции, Кордовской академии наук в Испании, Иканского культурного центра в Перу, Атенео де Сальвадор, Панамериканского круглого стола и прочих. В 1976 году была избрана в Законодательное собрание Сальвадора. 27 октября 1979 года была удостоена звания «Женщины Америк», которое ей присвоил Союз американских женщин в Нью-Йорке.

## Избранные сочинения
- «Лепестки души» (исп. Pétalos del alma, 1921)
- «Мужественная душа» (исп. Alma viril, 1925)
- «Дикая красота» (исп. Belleza salvaje, 1927)
- «Новый полярный мир» (исп. El Nuevo Mundo Polar, 1929)
- «Электричество основа жизни и смерти?» (исп. ¿Es la electricidad el origen de la vida y de la muerte?, 1943)
- «Электричество, Вленеская Душа Мира: космические и био-психологические феномены» (исп. La Electricidad, Alma Mater Universal : Fenómenos Cosmológicos y Bio –psicológicos, 1954)
- «Сексуальная фригидность у женщин» (исп. La Frigidez Sexual en la Mujer, 1967)